# Rumiana Batxvàrova
Rumiana Batxvàrova (búlgar: Румяна Генчева Бъчварова)  (Xipka, 13 de març de 1959)(en búlgar: Румяна Бъчварова) és una política búlgara del GERB. Des del 7 de novembre de 2014 va ser viceprimera ministra responsable de la política de coalició i l'administració de l'estat al segon gabinet de Boiko Boríssov. L'11 de març de 2015, el ministre de l'Interior, Vesselín Vútxkov, va ser substituït per Rumiana Batxvàrova, que també va mantenir el càrrec com a viceprimera ministra. Se li atribueix ser una força unificadora quan es tracta dels diferents partits que donen suport al segon govern de Boríssov.